# José de Freitas (kommun)
José de Freitas är en kommun i Brasilien.   Den ligger i delstaten Piauí, i den östra delen av landet, 1 400 km norr om huvudstaden Brasília. Antalet invånare är 37 095.
Följande samhällen finns i José de Freitas:
- José de Freitas

Omgivningarna runt José de Freitas är huvudsakligen savann. Runt José de Freitas är det ganska glesbefolkat, med 22 invånare per kvadratkilometer.